# Roger Kindt
Pour les articles homonymes, voir Kindt (homonymie).
Roger Kindt, né le 18 septembre 1945 à Etterbeek et mort le 3 avril 1992 à Bruxelles, est un coureur cycliste belge. Professionnel de 1967 à 1974, il a notamment remporté une étape du Tour d'Espagne 1972.

## Palmarès
- 1964
  - 3e du championnat de Belgique de l'omnium amateurs
- 1967
  - 3e de la Gullegem Koerse
- 1968
  - Grand Prix de Péruwelz
  - 2e du Circuit des frontières
- 1969
  - 2e de la Coppa Placci
  - 2e du Grand Prix de Fayt-le-Franc
  - 2e du Grand Prix Raf Jonckheere
  - 3e du Grand Prix Jef Scherens
- 1972
  - 6e étape du Tour d'Espagne
  - 2e du Circuit de Belgique centrale

## Résultats sur les grands tours

### Tour de France
1 participation
- 1972 : hors délai à la 7e étape

### Tour d'Italie
2 participations
- 1967 : abandon
- 1968 : abandon

### Tour d'Espagne
1 participation
- 1972 : 54e, vainqueur de la 6ea étape